# Пальма Дейра

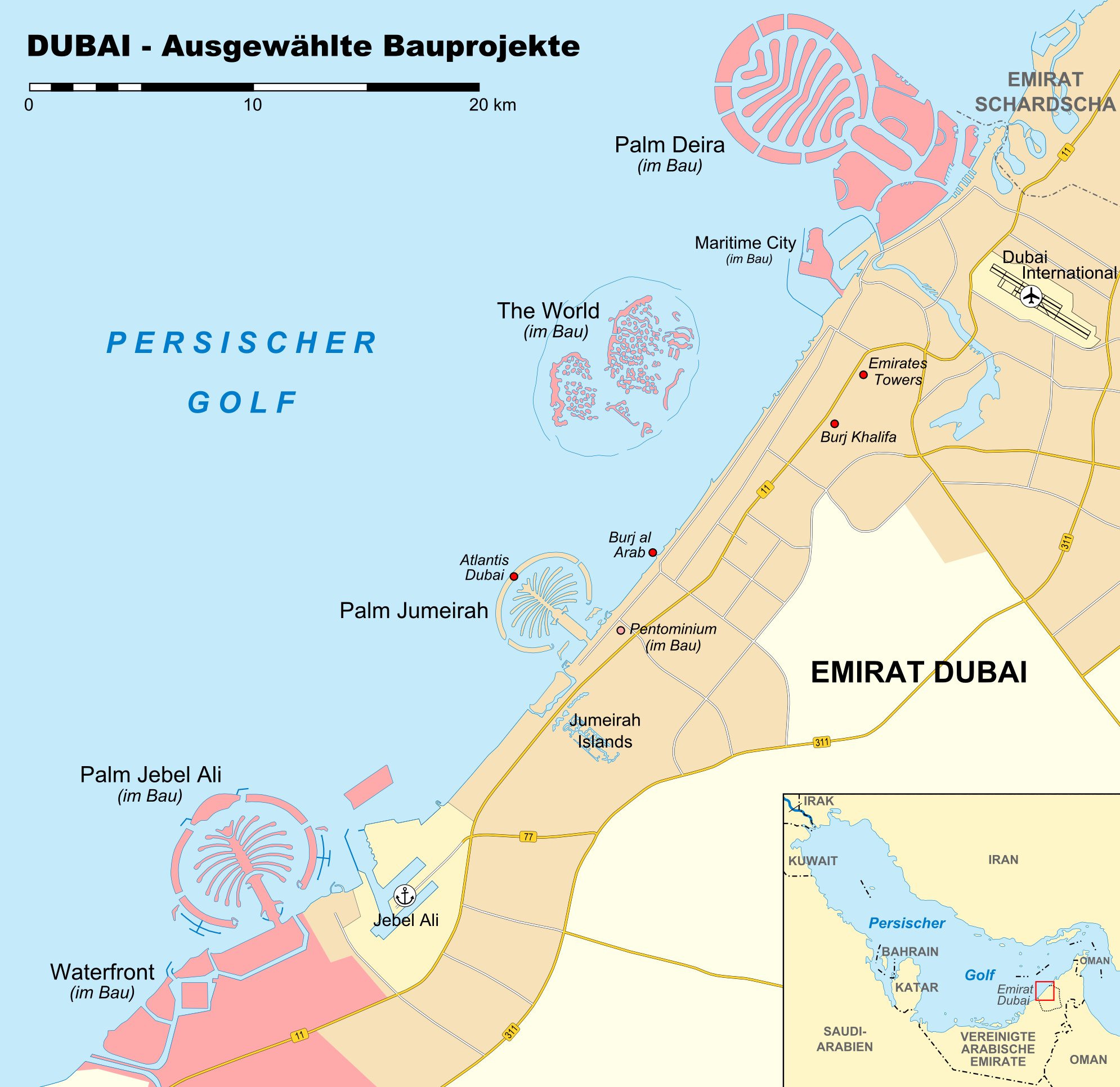

Пальма Дейра (араб. نخلة ديرة) — група штучних островів у Дубаї, Об'єднані Арабські Емірати. Спочатку проєкт планували як частину островів Пальм під назвою Пальма Дейра. Проєкт був оголошений у жовтні 2004 року.

## Історія
Проєкт Пальма Дейра розпочато в жовтні 2004 року. Жодного розкладу не було оголошено. Планували, що острів буде у вісім разів більшим, ніж Пальма Джумейра, і у п'ять разів більшим, ніж Пальма Джебель Алі. Острів розрахований на проживання 1 мільйона людей. Початкові розміри Пальма Дейра — 14 км завдовжки та 8,5 км завширшки. Проєкт складався із 41 острівця. Довжина берегової лінії планувалася 260 кілометрів, з яких 75 кілометрів піщаного пляжу. Через суттєву зміну глибини Перської затоки проєкт був перероблений у травні 2007 року. Площа острова склала 12,5 км на 7,5 км.
На початок жовтня 2007 року 20 % оздоблення первісної частини пальмового острова було завершено, і вже використано 200 млн. куб. м. Тоді на початку квітня 2008 року Nakheel оголосив, що понад чверть загальної площі Пальми Дейра було відновлено.
Завершити створення Пальми Дейра запланували на 2014 або 2015 рік, але розробник Nakheel сильно постраждав від кредитної кризи, тому проєкт у 2008 році зупинили і остаточно замінили іншим, який використовує вже готові острови.

### Острів Дейра
Nakheel відновився після кредитної кризи 2013 року та оголосив новий план під час виставки «Cityscape» у жовтні 2013 року.
30 березня 2014 року на двох островах розташованих поблизу узбережжя розпочато продаж 94 ділянок, з них 15 для курортів та 79 для готелів. Ділянки площею від 4500 м² до 62 000 м². Окрім того, що Nakheel продає землю для готелів та курортів, вона також хоче побудувати п'ять власних готелів на чотирьох островах. Nakheel пізніше зазначив, що продаватиме більше ділянок; два острови на 500 ділянок. Nakheel оголосив у квітні 2014 року, що підписав контракт на суму 47,5 мільйонів доларів із підрядником AE7. Nakheel також повідомив, що має намір укласти контракти в середині травня 2014 року для будівництва інфраструктури. Після завершення двох островів, що належать до першої фази, вони містять близько 23 500 готельних номерів та близько 31 000 квартир.
У 2014 році голова проєкту Алі Рашид Лотах зазначив, що до 2020 року 10 готелів будуть функціонувати.

## Острови
Штучний архіпелаг, складений з таких островів:
- Palm Crown
- Palm Fronds (Fronds of the Palm)
- Південний півмісяць (Palm Half Moon)
- Palm Trunk (Palma Troncal)
- Північний острів
- Південний острів
- Центральний острів
- Острів Аль Мамзар
- Острів Дейра